# Georg Wilhelm Rauchenecker
Georg Wilhelm Rauchenecker, född 8 mars 1844 i München, död 17 juli 1906 i Elberfeld, var en tysk tonsättare.
Rauchenecker var elev till Theodor Lachner och komponerade i klassisk anda flera operor (bland annat Don Quixote, Ingo och Zlatorog), kantaten Niklaus von der Flüe samt två symfonier, sex stråkkvartetter, körverk och visor. Han var från 1889 föreståndare ett musikinstitut i Elberfeld.